# 丁汉
丁汉（1963年8月—），安徽枞阳人，中国机械电子工程专家。2013年当选为中国科学院院士。

## 生平
1978年，进入西安公路学院（现为长安大学）汽车制造专业。1985年，获得武汉汽车工业大学（现为武汉理工大学）硕士。1989年，获得华中理工大学（现为华中科技大学）博士学位，师从杨叔子、熊有伦。后任华中科技大学机械科学与工程学院院长、华中科技大学数字制造装备与技术国家重点实验室主任。曾获得国家自然科学奖二等奖、国家科技进步奖二等奖等。
2013年，选为中国科学院技术科学部院士。